# كورتيس هيكسون
كورتيس هيكسون هو سياسي أمريكي، ولد في 23 نوفمبر 1891 في لويفيل في الولايات المتحدة، وتوفي في 21 مايو 1956.